# Bais, Mayenne

Bais este o comună în departamentul Mayenne, Franța. În 2009 avea o populație de 1,297 de locuitori.